# 日本腔蝠魚
日本腔蝠魚（學名：Coelophrys bradburyae），為輻鰭魚綱鮟鱇目棘茄魚亞目棘茄魚科的其中一種，分布於西北太平洋區日本海域，屬底棲性魚類，棲息深度557-595公尺，體長可達5.8公分，生活習性不明。

## 扩展阅读
維基物種上的相關：日本腔蝠魚